# Коммуна (Ржевский район)
Коммуна — деревня в Ржевском районе Тверской области. Входит в состав сельского поселения Успенское.

## География
Находится в южной части Тверской области на расстоянии приблизительно 28 км на восток по прямой от вокзала станции Ржев-Белорусский недалеко от левого берега Волги.

## История
Перед Великой Отечественной войной населенный пункт был отмечен на карте как совхоз Пятилетка. В 1979 году отмечен был как отделение совхоза Коммунар.

## Население
Численность населения: 5 человек (русские 100 %) в 2002 году, 1 в 2010.